# 小行星55759
小行星55759（55759 Erdmannsdorff）是一颗绕太阳运转的小行星，为主小行星带小行星。该小行星于1991年12月10日发现。
該小行星以德國建築師弗里德里希·威廉·馮·埃爾德曼斯多夫命名。

## 轨道参数
小行星55759的轨道半长轴为2.3217299 UA，离心率为0.184。